# Episodi di Elisa di Rivombrosa (prima stagione)
La prima stagione della serie televisiva Elisa di Rivombrosa è stata trasmessa per la prima volta dal 17 dicembre 2003 al 23 febbraio 2004 su Canale 5 in prima serata.
Gli attori protagonisti sono: Vittoria Puccini (Elisa Scalzi), Alessandro Preziosi (Fabrizio Ristori), Antonella Fattori (Anna Ristori-Radicati di Magliano), Jane Alexander (Lucrezia Van Necker-Beauville), Kaspar Capparoni (Giulio Drago), Pierluigi Coppola (Angelo Buondio), Luca Ward (Ottavio Ranieri), Cesare Bocci (Antonio Ceppi), Antonino Iuorio (Alvise Radicati di Magliano), Linda Batista (Isabella),  Eleonora Mazzoni (Margherita Maffei), Regina Bianchi (Agnese Ristori madre), Luis Molteni (Don Tognino), Elio Pandolfi (Abate Van Necker), Philippe Leroy (Re Carlo Emanuele III) e Francesca Rettondini (Clelia Bussani).
I personaggi ricorrenti sono: Antonio Salines (Jean Luc Beauville), Giovanna Rei (Betta Maffei), Marzia Ubaldi (Amelia), Enrico Beruschi (Lelio Sorbelloni), Vittorio Viviani (Ludovico Maffei), Valentina Beotti (Lucia Ceppi), Sabrina Sirchia (Bianca Buondio), Simona Mastroianni (Giannina), Ralph Palka (Capitano Terrazzani), Danilo Maria Valli (Gasparo), Pietro Sermonti (Beppo), Iris Peynado, Emanuela Garuccio (Celeste), Antonio Cantafora, Gianni Musy (Giudice), Riccardo Simone Sicardi (Martino Ristori), Marina Giordana (Artemisia Scalzi) e Pamela Saino (Orsolina Scalzi).
I protagonisti sono Elisa Scalzi e Fabrizio Ristori. Gli antagonisti principali sono Anna Ristori (solo per la prima parte della stagione), Lucrezia Van Necker e Ottavio Ranieri.
| nº            | Titolo               | Prima TV Italia  | Telespettatori | Share  |
| ------------- | -------------------- | ---------------- | -------------- | ------ |
| 1             | Primo episodio       | 17 dicembre 2003 | 6.563.000      | 24,76% |
| 2             | Secondo episodio     | 18 dicembre 2003 | 7.350.000      | 28,74% |
| 3             | Terzo episodio       | 25 dicembre 2003 | 6.433.000      | 29,00% |
| 4             | Quarto episodio      | 1º gennaio 2004  | 7.153.000      | 30,21% |
| 5             | Quinto episodio      | 8 gennaio 2004   | 7.861.000      | 29,08% |
| 6             | Sesto episodio       | 15 gennaio 2004  | 7.830.000      | 29,52% |
| 7             | Settimo episodio     | 18 gennaio 2004  | 7.667.000      | 27,37% |
| 8             | Ottavo episodio      | 25 gennaio 2004  | 8.492.000      | 31,19% |
| 9             | Nono episodio        | 1º febbraio 2004 | 7.894.000      | 27,49% |
| 10            | Decimo episodio      | 8 febbraio 2004  | 8.511.000      | 29,50% |
| 11            | Undicesimo episodio  | 15 febbraio 2004 | 8.829.000      | 30,89% |
| 12            | Dodicesimo episodio  | 22 febbraio 2004 | 9.906.000      | 34,00% |
| 13            | Tredicesimo episodio | 23 febbraio 2004 | 12.080.000     | 41,54% |
| Media auditel | Media auditel        | Media auditel    | 8.197.000      | 30,25% |

## Primo episodio
Regno di Sardegna, 1769. Elisa Scalzi, giovane ragazza di umili origini, vive al castello di Rivombrosa in qualità di dama di compagnia della contessa Agnese Ristori. La giovane, dopo la morte del padre, ha lavorato come cameriera presso la locanda “Il gatto nero” e, proprio qui, visto il suo livello di istruzione inusuale per una serva è stata assunta dalla contessa Ristori che ha iniziato a trattarla come una figlia. Proprio questo rapporto è mal sopportato da Anna, figlia della contessa e donna algida e ritrosa nei confronti di Elisa. Quando le condizioni della contessa Agnese, anziana e malata, si aggravano, Elisa decide di scrivere di sua iniziativa all’unico figlio maschio della donna che, da ormai dieci anni, si è arruolato nell’esercito francese e non ha più fatto ritorno a Rivombrosa. Fabrizio Ristori è un valoroso soldato e, poco prima di rientrare a casa dopo aver ricevuto la lettera circa le condizioni di salute della madre, riceve un importante compito: consegnare alcuni documenti fondamentali per la sicurezza nazionale all’ufficiale dell’esercito sabaudo Lombardi. Durante la consegna il capitano viene assassinato da due sicari e Fabrizio, con i documenti, è costretto a fuggire. I mandanti dell’agguato sono il duca Ottavio Ranieri e la marchesa Lucrezia Van Necker, i quali sono a capo di un gruppo di nobili che cospirano contro il sovrano Carlo Emanuele III, colpevole di aver approvato numerose riforme che minano i privilegi nobiliari. Al suo ritorno a Rivombrosa, Fabrizio incontra e conosce Elisa ed entrambi, reciprocamente, rimangono profondamente colpiti. Il conte riabbraccia finalmente la madre e la sorella Anna che vive a Torino insieme al marito, il marchese Alvise Radicati di Magliano, e alla loro figlioletta Emilia. Fabrizio si rende conto che Rivombrosa è senza una guida: l’anziana Agnese non è in grado di provvedere alla gestione della contea e il cognato Alvise utilizza Rivombrosa solo come cassa per soddisfare i propri debiti. Nelle prime giornate di incontri e conoscenza tra i due protagonisti, la servitù comincia a vedere di cattivo occhio il rapporto tra Elisa e Fabrizio. La giovane si confida con l’amica Lucia, moglie del dottor Antonio Ceppi che, per sposare la giovane serva ha perso il proprio titolo nobiliare e le proprie ricchezze. Lucia cerca di scoraggiare Elisa dall’approfondire troppo la conoscenza con Fabrizio, ricordandole che tra un nobile e una serva non è possibile instaurare un rapporto. La contessa Agnese decide di dare una grande festa per il ritorno di Fabrizio e invita tutta la nobiltà: il conte Giulio Drago, amico d’infanzia di Fabrizio; il marchese Ludovico Maffei con le figlie Margherita e Betta; il marchese Lelio Sorbelloni con la moglie; il consigliere del Re Jean Luc Beauville con la moglie Lucrezia Van Necker. Quest’ultima, dieci anni prima, era promessa sposa di Fabrizio e lo ha lasciato per sposare Beauville, uomo più ricco e potente. Durante il ballo, Fabrizio, ignaro del fatto che Elisa non è nobile, la invita a danzare sotto lo sdegno e lo sconcerto di tutti i nobili. Nonostante lo scandalo, ciò che più travolge il ricevimento è l’arrivo improvviso del dottor Ceppi che chiede aiuto per ritrovare la moglie Lucia scomparsa. L’unico a rispondere alla richiesta di aiuto è Fabrizio che arruola tutta la servitù per aiutare Antonio nelle ricerche. Lucia viene ritrovata senza vita nel lago, si è tolta la vita perché non sopportava il peso di aver privato Antonio di tutti i privilegi che deteneva dalla nascita. Elisa è sconvolta e distrutta e viene consolata da Fabrizio che, con serietà, giudica le passate scelte di Antonio. Comprendendo di non poter più nascondere il proprio ceto sociale, Elisa decide di parlarne al conte che, provato dalla nottata, non le consente di parlare e, dopo averle prestato la propria giacca per ripararsi dal freddo, la invita a rinviare ad un momento successivo il proprio discorso.
- Ascolti Italia: Telespettatori 6.563.000 - share 24,76%[1]

## Secondo episodio
Gli abitanti di Rivombrosa sono sconvolti per la morte di Lucia. Dopo la breve predica di Don Tognino, al funerale, Elisa cerca di evitare Fabrizio benché l'uomo voglia starle vicino. Antonio è disperato e tutti i servi di Rivombrosa sono lì per porgere l'ultimo saluto alla cara Lucia. A palazzo Van Necker, Ranieri e Lucrezia sono pronti a partecipare alla riunione dei Fratelli della Luce, la setta-congiura segreta di Ranieri contro le riforme del re. I congiurati sono pronti ad agire e a togliere di mezzo sua maestà. Elisa confessa a Fabrizio di non essere nobile provocando l'ira furiosa del conte che, sentendosi preso in giro, la colpisce a schiaffi e inizia a prenderla di mira denigrandola davanti a tutti. Nella congiura sono implicati anche Giulio, Sorbelloni e Maffei, quest'ultimo però non è favorevole a uccidere il re. Agnese si scontra con Fabrizio per difendere Elisa. Nel frattempo, a palazzo Van Necker, torna il marchese Jean Luc Beauville che parla alla moglie di un complotto contro il re ma Lucrezia cerca di sviare i sospetti del marito. Nel frattempo, Alvise attende con impazienza la partenza del cognato così da poter prendere il denaro di Rivombrosa per saldare i suoi debiti di gioco. Emilia, figlia di Anna e Alvise, ha un nuovo attacco di asma ed Elisa corre a chiamare Antonio che, grazie ad alcune erbe, riesce a fermare la crisi della bambina. Fabrizio, la notte stessa, ubriaco, cerca di abusare di Elisa ma la giovane riesce a cacciarlo. Bianca, serva a Rivombrosa e gelosa di Elisa, diffonde la voce che il conte, nottetempo, è stato nella stanza di Elisa. La giovane, inseguita da Fabrizio, parte a cavallo ma cade ed è soccorsa dal conte stesso che la porta in un rifugio di caccia. Qui, tra i due, sboccia un tenero bacio. Elisa, spaventata, fugge, e si reca da Antonio ancora sconvolto per la perdita della moglie. La contessa Agnese tenta di convincere Anna a lasciare Alvise che la sfrutta in ogni modo. Il re parte per un viaggio, e il consigliere Beauville ordina a Ranieri di recuperare la lista dei congiurati entro il ritorno del sovrano. Fabrizio rinchiude Elisa nelle cantine dal momento che la giovane non intende concedersi a lui. Nel frattempo, la contessa Agnese ha un terribile malore. Il conte Fabrizio, intanto, raggiunge Lucrezia: la marchesa ha scoperto che lui è in possesso della lista e vuole riavvicinarlo, non solo per avere il documento ma anche perché è ancora innamorata del conte. Tornato a casa, Fabrizio, si precipita al capezzale della madre morente che chiede ripetutamente di Elisa. Il conte libera la ragazza che riesce così a dare l'ultimo saluto alla sua affettuosa benefattrice. 
- Ascolti Italia: Telespettatori 7.350.000 - share 28,74%[2]

## Terzo episodio
Rivombrosa è in lutto per la morte della contessa Agnese. Solo Alvise, che spera di mettere le mani sulle ricchezze dei Ristori, è in trepida attesa dell'apertura del testamento. La contessa ha invece lasciato Rivombrosa al figlio Fabrizio e ha disposto inoltre che ad Elisa sia concesso l'accesso alla biblioteca, il cavallo Fedro, una collana appartenuta alla contessa e dieci monete d'argento (come previsto per il resto della servitù). Elisa, sconvolta per la morte della contessa, decide di lasciare Rivombrosa e chiede ospitalità alla sua amica Margherita Maffei ma, su richiesta di Fabrizio e per tramite del conte Giulio Drago, il marchese Maffei non accoglie Elisa. Pur di non tornare a Rivombrosa, la giovane va in paese dalla madre. Qui, il conte Giulio, ubriaco, cerca di abusare di lei. Elisa colpisce il conte per difendersi e viene arrestata dai gendarmi. Titta, lo stalliere, accorre a Rivombrosa e avvisa Fabrizio che si precipita da Giulio per chiedergli di ritirare la denuncia. Quest'ultimo resta però irremovibile anche nonostante le pressioni dalla fidanzata Margherita. Fabrizio accorre a Torino con Angelo, per consegnare i documenti e approfittare del servizio reso per chiedere la grazia al re stesso. Qui incontra il duca Ranieri che, pur di ottenere i documenti, firma la grazia per Elisa. Durante il colloquio, il governatore si lascia sfuggire dei particolari dai quali Fabrizio intuisce che Ranieri è probabilmente coinvolto nella congiura. Il conte riesce a fuggire portando con sé sia la grazia concessa sia la lista. Lucrezia ordina ai gendarmi di inseguire il conte, ma l'uomo riesce a fuggire. Elisa riesce a uscire dalla galera e a tornare a casa. 
- Ascolti Italia: Telespettatori 6.433.000 - share 29.00%[3]

## Quarto episodio
Saputo del ruolo decisivo di Fabrizio nella sua scarcerazione, Elisa torna a Rivombrosa e si riconcilia con lui. Solo la marchesa Anna e Bianca sono contrariate dal ritorno della ragazza. Fabrizio, nel frattempo, legge la lista e scopre l'identità dei nobili implicati nella congiura. L'unico nome che non riesce però a identificare è quello di Lucrezia: dal momento che quest'ultima è stata menzionata come L. Beauville, Fabrizio crede si tratti del marito. Il conte confida proprio a Lucrezia il coinvolgimento del marito nella congiura contro il re. La marchesa, sbalordita, realizza che Fabrizio non l'ha scoperta e finge un malore per dissimulare la sorpresa. I rapporti tra Elisa e Bianca sono sempre più tesi, le due arrivano alle mani ma vengono separate da Amelia. Fabrizio partecipa alla festa di San Giovanni con Elisa e regala una masseria ad Angelo, lo stalliere. Quest'ultimo cerca di dichiararsi a Elisa ma la ragazza è ormai innamorata di Fabrizio. Il conte propone invece alla giovane di sposare Angelo e diventare la sua amante. Sconvolta, Elisa fugge da lui e, per ripicca, acconsente a sposare Angelo. Lucrezia e Fabrizio partono per Torino per consegnare i documenti. La donna, fingendosi alleata di Fabrizio, ha accordi segreti con il duca Ranieri: giunti a destinazione finge di farsi arrestare mentre Fabrizio viene portato via. Il conte riesce a fuggire ma viene ferito e cade in un torrente. Durante la cerimonia, Elisa ricorda le parole di Fabrizio e lascia Angelo sull'altare.
- Ascolti Italia: Telespettatori 7.153.000 - share 30,21%[4]

## Quinto episodio
Fuggita dell'altare, Elisa torna a palazzo Ristori dove però viene evitata da tutti per il torto fatto ad Angelo. La ragazza gli chiede perdono e tenta di giustificarsi ma lo stalliere la schiaffeggia e poi abbandona Rivombrosa. A Torino, Ranieri ordina ai soldati di cercare il corpo di Fabrizio ma Lucrezia minaccia vendetta qualora il conte fosse morto. Fabrizio, raggiunta a fatica la riva, viene soccorso da due pescatori. Bianca, furente per la fuga del fratello, cerca di accoltellare Elisa che viene però salvata dalla sorella, Orsolina. Ristori, soccorso successivamente da una giovane zingara, giunge a Rivombrosa ed è curato da Antonio Ceppi. Gravemente ferito, il conte chiede di vedere Elisa alla quale affida la lista. La giovane nasconde i documenti nella copertina di un libro della biblioteca e poi resta vicino all'amato. Fabrizio ben presto si rimette e successivamente riceve la visita di Lucrezia che gli chiede perdono per l'accaduto. Anna, angosciata per le sorti del fratello, si confida con Lucrezia. Margherita nel frattempo fa l'amore con Giulio. Quest'ultimo alla riunione dei congiurati si scontra con Ranieri e Lucrezia: i fratelli della luce si preparano alla rivolta e programmano l'attentato a sua maestà. Fabrizio parte per raggiungere il suo convoglio ma Elisa disperata lo insegue e i due, chiaritisi, decidono di vivere la loro relazione alla luce del sole.
- Ascolti Italia: Telespettatori 7.861.000 - share 29,08%[5]

## Sesto episodio
Anna irrompe nella stanza di Fabrizio sorprendendolo con Elisa. Adirata, la marchesa riversa il suo livore sulla ragazza ma viene immediatamente cacciata dal fratello. Giulio decide di chiedere in sposa Margherita ma il marchese Maffei non acconsente per via della difficile situazione economica della famiglia. Ranieri adirato per la finta partenza di Ristori, raggiunge Lucrezia, l'uomo è furioso. Elisa viene cacciata dalla madre e sconvolta si rifugia da Fabrizio. I due decidono di sposarsi in segreto alla pieve di Rivombrosa. Don Tognino accetta ma l'abate Van Necker, sconcertato, avvisa sua cugina Lucrezia che fa assassinare don Tognino. Anna parte per Torino, dove incontra la duchessa Clelia Bussani, con l'intento di liberare il fratello della presenza di Elisa. A palazzo Maffei viene dato un ricevimento, a cui partecipano tutti i nobili. Margherita è sconvolta dal fatto che Giulio scoperti i problemi economici è disperato. A Rivombrosa arriva una compagnia di teatranti, Ranieri arriva a palazzo e propone a Fabrizio di prendere parte alla congiura contro il re, ma l'uomo viene scacciato. A Rivombrosa vengono invitati tutti, per assistere a una fantastica opera. Gli sgherri di Ranieri pagano Bianca per farsi dare informazioni sui documenti. Durante l'opera tutti i nobili sono divertiti mentre assistono alla divertente opera. I due servi, aggrediscono e rapiscono Elisa. Maffei disperato tenta il suicidio. Fabrizio salva Elisa e uccide i briganti, l'uomo capisce che è stata opera di Ranieri, i nobili lasciano il palazzo, dopo l'accaduto. Anna raggiunge il palazzo con Clelia, che si insinua tra Elisa e l'amato.
- Ascolti Italia: Telespettatori 7.830.000 - share 29,52%[6]

## Settimo episodio
Ranieri e Lucrezia danno istruzioni al sicario incaricato di assassinare il re. Con l'aiuto di Clelia, cugina del re, Fabrizio parte per Torino, ove i due sanno che il re andrà la mattina seguente dalla sua amante, una fornaia. Ceppi salva Maffei dalla morte, ma l'uomo è ancora in gravi condizioni. Arrivati in città Fabrizio trascorre la notte parlando a Clelia del suo amore segreto, Elisa. La Duchessa comprende le serie intenzioni di Fabrizio nei confronti di Elisa e quindi appoggia la loro relazione. Elisa è molto preoccupata e riceve la notizia da Margherita: il padre nel suo delirio parla di un attentato al re. Elisa accorre a Torino, dove il re sta scendendo dalla carrozza, la giovane avvisa Fabrizio dell'attentato, il conte insegue il sicario, che spara e colpisce Angelo, insieme al re in qualità di soldato e sua guardia del corpo . Salvato da Clelia ed Elisa, Fabrizio riesce a sventare l'attentato a Sua Maestà. Elisa scopre di essere incinta, Anna riceve una lettera da Clelia e crede che lei e il fratello abbiano passato la notte insieme. Maffei ha un nuovo attacco, Margherita, sconvolta, fa un voto: si farà suora se il padre verrà salvato. Il consigliere Jean Luc Beauville è adirato con Ranieri e gli intima di scoprire l'identità dell'attentatore altrimenti verrà destituito dalla carica di Governatore. Elisa scopre che Martino è figlio di Fabrizio e si confida con l'amato, l'uomo è sconvolto e molto felice. Ranieri, infuriato, ordina a Lucrezia di non essere più amico di Ristori, ma la donna non ha intenzione di smettere la sua farsa. Fabrizio, stanco di rischiare la vita, decide di consegnare a Giulio la lista dei congiurati. Elisa fa pace con la madre. Fabrizio sta per consegnare i documenti a Giulio, ma in un ripensamento porta via i documenti senza consegnarli. Alvise vuole far interdire il cognato e decide di invitare a cena il marchese Sorbelloni e l'abate Van Necker. Un nuovo scontro: Fabrizio davanti a tutti chiede a Elisa di sposarlo, spaventata la giovane fugge dalla cena..
- Ascolti Italia: Telespettatori 7.667.000 - share 27,37%[7]

## Ottavo episodio
Elisa si scontra con Fabrizio perché lui le ha chiesto davanti a tutti di sposarlo, i due però fanno pace. Giulio si scontra con Ludovico Maffei, la figlia Margherita si ritira in convento mentre l'altra figlia, Betta, diventa l'amante di Alvise, che non riesce a far interdire il cognato. Anna cerca di far preoccupare Elisa con la lettera che ha scritto Clelia Bussani, ma Fabrizio non vuole nemmeno leggerla. Elisa e Fabrizio organizzano le loro nozze, per questo Fabrizio si scontra con l'abate Van Necker. Antonio e Giulio sono i due testimoni per le imminenti nozze. Margherita confida a Giulio che si vuole fare suora, questo sconvolge l'uomo che fugge via a cavallo. Anna, disperata e su consiglio del marito Alvise, chiede aiuto a Lucrezia per impedire le nozze; la marchesa la notte prima delle nozze si reca dal cugino abate e gli ordina di non celebrare le nozze. Clelia Bussani chiarisce il disguido con Elisa. Il matrimonio salta, i nobili con a capo Anna lasciano l'abbazia e l'abate su ordine della cugina non celebra il matrimonio. Sconvolto Fabrizio scaccia la sorella, il cognato e la nipote da Rivombrosa. Angelo racconta al consigliere Beauville ciò che è successo il giorno dell'attentato al re, il consigliere sospetta sempre di più del duca Ottavio Ranieri. Ranieri e Lucrezia progettano un'imboscata a Fabrizio. Lucrezia si finge amica dei Ristori e invita a cena sia Fabrizio che Elisa. Durante la cena Elisa ha un malore e i due tornano a Rivombrosa. Con l'aiuto di Bianca, gli sgherri entrano a palazzo e uccidono Beppo, poi bruciano la biblioteca. Martino corre e avvisa Fabrizio, il conte uccide due sicari, il terzo in fuga viene ferito da Elisa, che però è trascinata dalle scale, Fabrizio disperato cerca vendetta.
- Ascolti Italia: Telespettatori 8.492.000 - share 31,19%[8]

## Nono episodio
Rivombrosa è un disastro: Titta e gli altri spengono l'incendio nella biblioteca, Elisa gravemente ferita è subito soccorsa da Antonio che accorre al castello. Bianca, piena di rimorsi, si rifugia nella sua stanza: è colpa sua se sono riusciti ad entrare al castello. Giannina è disperata per l'accaduto e per la morte dell'amato Beppo. Gli ultimi due sicari raggiungono il duca Ranieri e questi, compreso il fallimento dell'agguato, li uccide nel bosco, dove sono poi ritrovati dai gendarmi. Fabrizio è disperato e Antonio gli comunica che Elisa è tra la vita e la morte. Elisa perde il bambino e Martino e Fabrizio sono sempre più disperati, mentre la giovane è sempre tra la vita e la morte, mentre a palazzo arrivano Artemisia e Orsolina, madre e sorella di Elisa. Lucrezia e Ranieri escogitano un piano per incastrare il conte e la donna decide di far visita al conte per cortesia. Margherita prosegue il suo percorso verso Dio, la donna è pronta e già ritirata nel collegio. A palazzo Radicati, Alvise e Betta hanno organizzato un bordello, la giovane si è trasferita a casa di Alvise, Anna è disperata e angosciata insieme alla figlia Emilia e alla governante Maria. La contessa continua a pregare, mentre Alvise pieno di debiti è circondato da borghesi profittatori e donne di malaffare. Antonio comunica a Fabrizio che Elisa è ormai sterile e non potrà più avere dei figli. Giulio sempre più ubriaco vuole incontrare Margherita, ma la marchesa non vuole vederlo. Per l'uomo è un grosso colpo. Lucrezia arriva a palazzo e decide di trasferirvisi per stare vicino a Elisa, ma soprattutto per fingersi amica di Fabrizio. Il consigliere Beauville invia Angelo a Rivombrosa per scoprire se Fabrizio è implicato nella congiura e trovare i documenti. Dopo la scoperta del fatto che non può avere figli, Elisa è disperata e angosciata, non vuole né mangiare né bere, è solo terribilmente disperata. Lucrezia cerca in biblioteca i documenti, ma senza trovarli. Giulio, ubriaco, viene portato e ospitato a Rivombrosa. Dopo l'ennesimo bordello, due dei partecipanti cercano di abusare di Emilia. Anna, stremata e furiosa, lascia il palazzo e torna a Rivombrosa. Elisa fugge e nessuno ne sa più niente, né al lago né in paese; è scomparsa e nessuno sa dove sia finita. La donna si è rifugiata in convento con Margherita. Anna, profondamente cambiata, chiede perdono a Elisa e la convince a tornare a Rivombrosa dall'uomo che ama. Margherita, che sta per confessarsi all'abate Van Necker, gli dice che lui non merita di essere un uomo di Dio; l'uomo racconta che se non ha sposato Elisa e Fabrizio è per colpa di Lucrezia; per questo Margherita è sconvolta. Lucrezia, scoperto che Martino è il figlio di Fabrizio, finge davanti a Fabrizio di essere la madre naturale del piccolo: i genitori gliel'avrebbero strappato dopo il parto.
- Ascolti Italia: Telespettatori 7.894.000 - share 27,49%[9]

## Decimo episodio
La presenza di Fabrizio è sempre più assidua a villa Van Necker, Lucrezia è molto soddisfatta del suo inganno: fingersi la madre di Martino le consentirà di arrivare alla lista e al cuore del conte. Martino è infuriato con Elisa, teme che la giovane lo abbia cacciato e per Elisa è un duro colpo, quest'ultima diventa anche confidente di un devastato Giulio, che è sempre più ansioso per l'amata Margherita, prossima al convento. Jean Luc Beauville mette alle strette la moglie, sapendo che molti nobili suoi amici sono contro il re, e le impone di essere con lui o contro di lui; questo provoca inquietudini in Ranieri. Alla celebrazione di Margherita, Elisa scopre e rivela che Lucrezia ha tramato contro di lei per impedire le sue nozze, adirato Fabrizio affronta la donna, ma la bella ammaliatrice riesce a convincere l'uomo di aver agito per amore e i due si baciano. Elisa perdona Bianca per le sue cattiverie, ma si scontra con Fabrizio, adirata raggiunge Lucrezia, che dopo un'accesa discussione rivela ad Elisa del bacio. La rabbia di Elisa è tanta. Nel frattempo, Ranieri mette alle strette Giulio e lo obbliga a prendere la lista: durante l'incombente ricerca, è scoperto da Fabrizio che è costretto a sfidarlo. Giulio si uccide rinunciando definitivamente alle sue sofferenze amorose. In convento, in punto di morte, bacia l'amata Margherita.
- Ascolti Italia: Telespettatori 8.511.000 - share 29,50%[10]

## Undicesimo episodio
Lucrezia è decisa a distruggere qualsiasi persona l'allontani dai suoi scopi e ordina alla fidata Isabella, tramite delle rose intinte di veleno, di uccidere Elisa al funerale di Giulio. Isabella ferisce Elisa con le rose, ma esse non hanno alcun veleno; disperata la donna decide di svegliare Martino e di fuggire insieme a lui da casa Van Necker. Scoperta da Lucrezia, Isabella viene accoltellata davanti agli occhi di Martino, nascosto nell'armadio. Il piccolo scappa da palazzo Van Necker, a bordo della carrozza, inseguito dai servi della marchesa, che dà l'ordine di uccidere il piccolo a vista. Fortunatamente raggiunge Rivombrosa e si salva tra le braccia di Elisa e Fabrizio, i quali scacciano Lucrezia. Durante la festa per il ritorno di Martino, Anna fa pace con Antonio, mentre Fabrizio capisce che il nome nella lista non è di Beauville, ma di Lucrezia; avvertito il fidato Angelo, Fabrizio parte per la capitale inseguito da Elisa. Il conte è colto da un fatto inaspettato, Lucrezia uccide il marito davanti ai suoi occhi e incolpa Fabrizio, che è arrestato da Ranieri. Elisa fugge e si rifugia dall'amica Margherita in convento, il processo ha inizio e per Fabrizio l'unica possibilità di liberarsi è consegnare i documenti al duca, ma il conte non accetta e viene processato e infamato. A Rivombrosa, arriva Alvise, che approfittando dell'arresto del cognato si impossessa della tenuta, sfruttando Anna in qualsiasi modo .
- Ascolti Italia: Telespettatori 8.829.000 - share 30,89%[11]

## Dodicesimo episodio
Elisa viene portata al processo a testimoniare dove vede Fabrizio: i due, sconvolti dalla situazione, vengono forzatamente allontanati. Alvise rinchiude Anna nella sua stanza e tratta Elisa nel peggiore dei modi, schiaffeggiandola e distruggendo ogni cosa buona. Elisa riesce di nascosto a liberare Anna, che testimonia in favore del fratello a Torino. Alvise infuriato aggredisce vigliaccamente il piccolo Martino, credendolo responsabile del furto delle chiavi della stanza della moglie, ma Angelo ferma l'obeso e vile marchese, riuscendo a stenderlo. Dopo di che parte con il piccolo, fuggendo così da Rivombrosa. Mentre ne medica le ferite, Antonio comunica ad Alvise che egli è affetto dalla sifilide. Nonostante questo, Alvise continua frequentare la sua amante Betta, con la quale a Torino ascolta l'esito del processo: Fabrizio è condannato a morte. 
Nel frattempo, Ranieri fa entrare Alvise nella congiura, mentre Lucrezia è aggredita da Elisa. Che poco dopo si rifugia a palazzo Bussani, dove è aggredita dai cani di Ranieri, che si calmano solo quando uno di loro, Scuro, viene sparato prontamente da Angelo. Clelia accoglie Elisa ed Angelo e li nasconde da Lucrezia e il suo amante, che però scoprono che Elisa si trova lì. Fabrizio viene frustato dalle guardie di Ranieri per ottenere la lista. Betta si trasferisce a Rivombrosa con Alvise, ed Anna piena di odio si dispera più che mai rifugiandosi con un bacio tra le braccia di Antonio, che nel frattempo l'ha avvertita della malattia del marchese. Lucrezia e Ranieri organizzano una finta fuga di Fabrizio per spingerlo a trovare i documenti a Rivombrosa: la marchesa provoca di proposito Elisa che, aiutata da Clelia, fa fuggire l'amato, cadendo così nella trappola.
- Ascolti Italia: Telespettatori 9.906.000 - share 34,00%[12]

## Tredicesimo episodio
Elisa e Fabrizio si rifugiano al capanno di caccia con Angelo, dove attendono che cali la notte, per recarsi a Rivombrosa e recuperare la lista dei congiurati da consegnare al re. Qui Ranieri e i suoi soldati aggrediscono il conte, che riesce a far fuggire Elisa, ma viene catturato dai gendarmi insieme ad Angelo. 

Alvise permette al governatore di distruggere la biblioteca per trovare i documenti, che nonostante tutto il duca non riesce a recuperare. In città, Ranieri, deciso a trovare Elisa, prende in ostaggio Therese Rolland, dama di compagnia di Clelia Bussani, con l'intento di capire se la duchessa aiuterà Elisa a consegnare i documenti al re. 

Lucrezia, ormai disperata per la sorte di Fabrizio, si reca in carcere, dove cerca invano di convincere l'uomo che ama a salvarsi, ma il conte scaccia la marchesa, che piangendo è costretta a lasciare la prigione, senza aver ottenuto il perdono da parte dell'uomo. 

Con l'aiuto di Anna, Elisa recupera i documenti nella cappella del castello e raggiunge Antonio, mentre Anna affronta Betta: la ragazza, sconvolta dalla scoperta della malattia dell'amante, fugge da Rivombrosa e si rifugia dal marchese suo padre. Poi Anna, insieme alla figlia Emilia, fugge da Rivombrosa e si rifugia da Antonio, dove ritrova anche Elisa, ricercata in tutta la contea, e Artemisia, madre di Elisa, che nascondeva Martino. In quest'occasione Anna ed Elisa diventano amiche. 

Alvise, distrutto dal dolore per la sifilide, è ormai in preda alla pazzia e dopo un duro confronto con la moglie, cerca di strangolarla per portarla con sé nell'aldilà, ma Anna colpisce l'uomo con un vaso lasciandolo in preda alla sua malattia, che lo uccide lentamente.

Elisa scrive a Clelia, ma la lettera è intercettata da Therese, che avvisa Ranieri dell'intenzione di Elisa di consegnare i documenti al re con l'aiuto della duchessa. Il re comunica a Lucrezia che l'esecuzione di Fabrizio sarà anticipata, su consiglio di Ranieri; furiosa Lucrezia rompe definitivamente col suo amante. 

Ritornata a casa, Betta comincia a manifestare i sintomi della sifilide ed è aiutata dalla sorella Margherita, mentre il padre, appresa la malattia della figlia, distrugge tutti i suoi esperimenti, tutto quello in cui aveva sempre creduto. 

Elisa prepara una copia della lista dei congiurati per ingannare Ranieri, si reca a palazzo Van Necker e immerge ripetutamente la testa di Lucrezia nella vasca da bagno, per costringere la marchesa a portarla in città. Lucrezia, ormai alle strette e minacciata, accetta di portare Angelo ed Elisa in città. Una volta qui, Angelo, rilasciato da Ranieri solo per uccidere Elisa e prendere i documenti, spara ad Elisa davanti agli occhi di Clelia e prende i documenti falsi. Il duca, ormai certo di aver distrutto i documenti, si reca in carcere e dà la notizia della morte di Elisa al conte. Fabrizio, distrutto dal dolore, piange e ripensa alla donna che ama. In seguito, il conte viene portato in tribunale, dove Lucrezia cerca di salvare il conte, ma l'uomo credendo Elisa morta e stanco di combattere, decide di accettare passivamente il suo destino, lasciando senza parole una mai vista Lucrezia. 

Clelia scopre che Elisa è viva e che è stata tutta una messa in scena per ingannare il duca. Ma Therese avverte il duca dell'inganno che furioso fa uccidere Clelia; disperata Elisa sembra ormai smarrita, ma Therese, non immaginando che il duca arrivasse a tanto, si pente e le rivela tutto. 

Arriva il giorno dell'esecuzione alla quale sono presenti anche sua maestà, Anna, Antonio, suor Margherita e tutta la servitù. All'improvviso arriva Elisa, travestita da Clelia, che affronta il re e gli consegna la lista, mettendo alle strette il duca, che prende in ostaggio il sovrano e minaccia Elisa. Ma subito Fabrizio aggredisce il boia e si scontra con Ranieri che, dopo un breve duello, viene arrestato.

Lucrezia, nel frattempo, essendo stata scoperta, fugge frettolosamente dal Piemonte e diventa povera, cadendo in disgrazia negli altri regni, e pensando al fatto che il giorno stesso Fabrizio sarebbe morto, cosa poi non successa, e se tornerà per riprendere il patrimonio perduto in Piemonte, sarà arrestata. 

Elisa, per volere di sua maestà Carlo, diventa la contessa Ristori, ottenendo la possibilità di sposare Fabrizio senza scandalo, e confessa all'amato di aspettare un figlio. Al culmine della felicità, il conte bacia appassionatamente Elisa davanti a tutti.
- Ascolti Italia: Telespettatori 12.080.000 - share 41,54%

La puntata nei minuti finali ha raggiunto la punta di 14.600.000 telespettatori